# Epistephium speciosum
Epistephium speciosum är en orkidéart som beskrevs av João Barbosa Rodrigues. Epistephium speciosum ingår i släktet Epistephium och familjen orkidéer. Inga underarter finns listade i Catalogue of Life.